# العبيط (فلم)
العبيط هو فيلم مصري عرض عام 1966، بطولة فريد شوقي وناهد شريف وأبو بكر عزت، ومن إخراج السيد بدير.

## قصة الفيلم
مصيلحي كاتب حسابات في إحدى الشركات، يراقب ما يحدث من حوله من اختلاسات وسرقات بلا مبالاة، إلا أن بعض الموظفين المرتشين يعتقدون أنه يخفي وراء شكله الأبله الكثير من الدهاء، وأنه يعرف الكثير، وقد صار مصدر خطر بالنسبة لهم، يحيلون عليه الموظفة ليلى التي تحاول إيهامه بأنها تحبه، وتسعى إلى أن تعرف منه ماذا يعلم، ويتصدى له الجميع حين يقرر إبلاغ الشرطة.

## طاقم التمثيل
- فريد شوقي: (مصيلحي عبد الصبور عبد الجليل)
- ناهد شريف: (ليلى - صاحبة الشركة)
- أبو بكر عزت: (حمدي - شريك ليلى وخطيبها)
- سهير زكي: (روايح مرسي)
- حسن مصطفى: (مختار - عم ليلى والمدير العام)
- سمير صبري: (صفوت - مدير الحسابات)
- سامية شكري: (نجوى - السكرتيرة)
- السيد راضي: (عبده - الفراش)
- كوثر شفيق: (هدى - صديقة حمدي)
- زكي إبراهيم: (زكي - العجوز النصاب)
- سلوى فؤاد: (ميرفت - صديقة حمدى)
- سمير ولي الدين: (بواب)
- أنور مدكور: (بهجت - المرتشي)
- إسكندر منسي: (باشكاتب الحسابات)
- أحمد مرسي: (عامل النقاشة)
- سميحة محمد: (المعلمة وهيبة)
- علي عرابي: (عرفان - بائع الطرشي)
- كوثر رمزي: (زوجة عامل النقاشة)
- صالح الإسكندراني: (بواب)

## فريق العمل
- إخراج: السيد بدير
- قصة: رشاد حجازي
- سيناريو وحوار: السيد بدير
- مدير التصوير: علي حسن
- مونتاج: فكري رستم
- إنتاج: أفلام الاتحاد (عباس حلمي)
- توزيع: دولار فيلم